# Campeonato Potiguar Segunda Divisão 2017
In 2017 werd de twintigse editie van de Campeonato Potiguar Segunda Divisão gespeeld voor voetbalclubs uit de Braziliaanse staat Rio Grande do Norte. De competitie werd georganiseerd door de FNF en werd gespeeld van 21 oktober tot 5 december. Força e Luz werd kampioen.

## Eindstand
| Plaats | Club              | Wed. | W | G | V | Saldo | Ptn. |
| ------ | ----------------- | ---- | - | - | - | ----- | ---- |
| 1.     | Força e Luz       | 8    | 4 | 1 | 3 | 14:10 | 13   |
| 2.     | Atlético Potiguar | 8    | 3 | 1 | 4 | 10:14 | 10   |
| 3.     | Palmeira          | 8    | 2 | 4 | 2 | 9:12  | 10   |
| 4.     | Mossoró           | 8    | 4 | 3 | 1 | 14:6  | 9    |
| 5.     | Visão Celeste     | 8    | 1 | 3 | 4 | 7:12  | 6    |

|  | Kampioen |

## Kampioen
| Campeonato Potiguar de 2017 - Segunda Divisão |
| Rio Grande do Norte                           |
| --------------------------------------------- |
| FORÇA E LUZ Kampioen (2° titel)               |